# Tukums distrikt
Tukums distrikt (lettiska: Tukuma rajons) var till 2009 ett administrativt distrikt i Lettland, beläget i den västra delen av landet, cirka 70 kilometer från huvudstaden Riga. Distriktet angränsar med distrikten Talsi och Saldus, Dobele.
Den största staden är Tukums med 19 722 invånare.